# Душко Аврамов
Вижте пояснителната страница за други личности с името Аврамов.
Душко Аврамов (на македонска литературна норма: Душко Аврамов) е детски поет от Република Македония.

## Биография
Роден е в 1938 година в Скопие, тогава в Кралство Югославия. През 1963 завършва Висше педагогическо училище в Скопие, а през 1969 - Филологическия факултет на Скопския университет. След това работи като журналист. Член е на Дружеството на писателите на Македония от 1973 година. Член е на ВМРО-ПРАВДА от 1959 година, заради което е лежал затвора Идризово-Скопие шест месеца.